# یژی وتولانی
یژی وتولانی (لهستانی: Jerzy Vetulani؛ ۲۱ ژانویهٔ ۱۹۳۶ – ۶ آوریل ۲۰۱۷) زیست‌شیمی‌دان، عصب‌پژوه، عصب‌شناس، داروشناس و استاد دانشگاه اهل لهستان بود.
او از اعضای «آکادمی علوم لهستان» و «آکادمی آموزش لهستان» بود و یکی از دانشمندان لهستانی است که پس از سال ۱۹۶۵ میلادی، بارها در به نامش در مقالات و پژوهش‌های پزشکی اشاره شده‌است و بیش از ۲۰۰ مقالهٔ پژوهشی منتشر نموده‌است.
شهرت آغازین او مربوط به نخستین فرضیات در زمینهٔ مکانیسم اثر داروهای ضدافسردگی بود که در سال ۱۹۷۵ میلادی به‌همراه «فریدولین سالسر» مطرح شد و پیشنهاد می‌نمود که کاهش گیرنده‌های بتا آدرنرژیک باعث چنین اثری می‌شوند. او در سال ۱۹۸۳ میلادی بابت پژوهش‌هایش در زمینهٔ شوک‌درمانی الکتریکی برندهٔ «جایزهٔ آنا-مونیکا» شد. علاوه بر اختلال افسردگی عمده، وی در زمینه‌های حافظه، اعتیاد و نورودژنرسانس هم فعالیت و پژوهش داشته‌است.
وی استاد تمامِ دانشگاه، رئیس دپارتمان بیوشیمی، قائم‌مقام امور علمی و قائم‌مقام شورای عالی علوم در «مؤسسهٔ داروشناسی آکادمی علوم لهستان» در کراکوف و همچنین عضو افتخاری «آکادمی عصب‌شناسی هند»، «جامعهٔ بیماری‌های مغر و اعضاب آکسفورد» بود دارای مدرک دکترای افتخاری از «دانشگاه پزشکی سیلسیا» و «دانشگاه پزشکی ووچ» بود و برندهٔ جوایز و افتخارا گوناگونی نیز شد که از آن میان می‌توان به نشان افتخار تولد لهستان و صلیب لیاقت لهستان اشاره کرد.
وی در پروژه‌های هنری مختلفی نیز دست داشت. از جمله آنکه در دههٔ بیست سالگی‌اش (۱۹۶۴-۱۹۵۱) از مجریان کابارهٔ پیونیتسا پد بارانامی بود.